# Walckenaeria coniceps
Walckenaeria coniceps este o specie de păianjeni din genul Walckenaeria, familia Linyphiidae, descrisă de Thaler, 1996.
Este endemică în Grecia. Conform Catalogue of Life specia Walckenaeria coniceps nu are subspecii cunoscute.